# TVN24

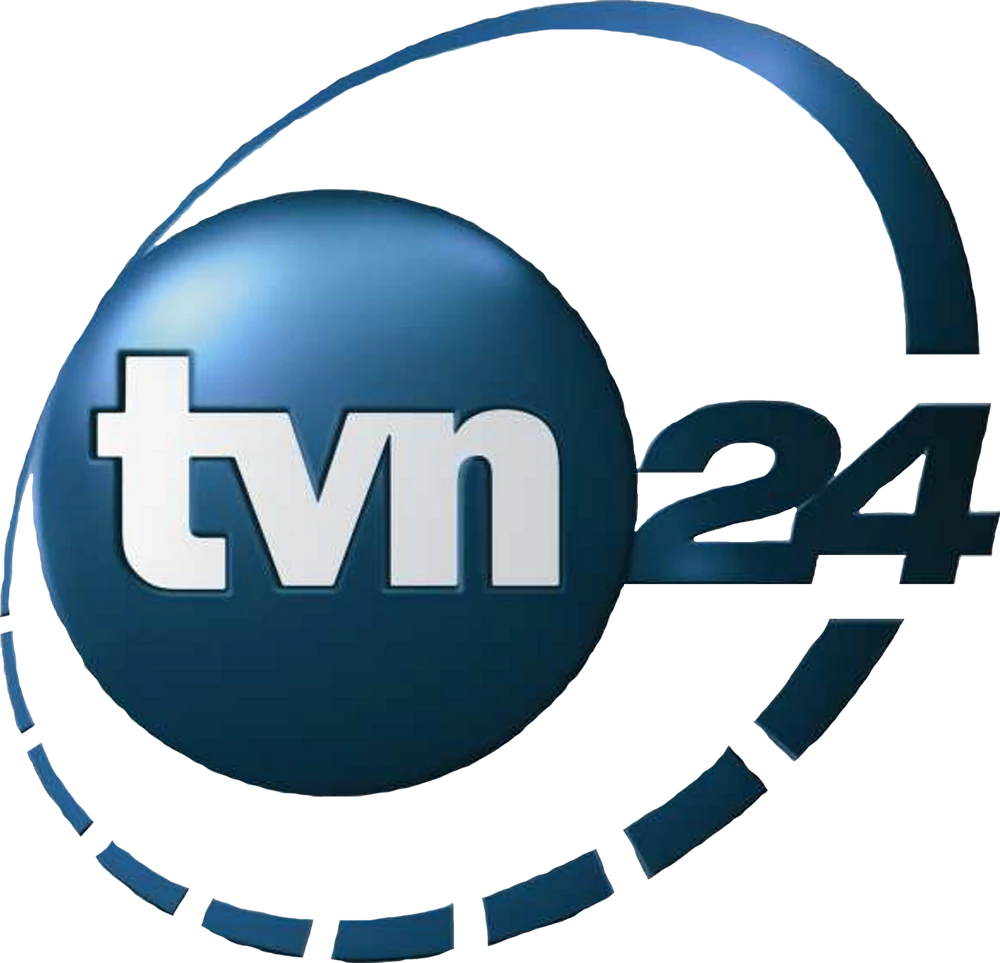

Tvn24 är en polsk TV-kanal med inriktning på nyheter. Kanalen startade sina sändningar den 9 augusti 2001 klockan 12:00.
Kanalen ägs av Grupa ITI.